# Recreativo de Huelva
Real Club Recreativo de Huelva, S.A.D. (pronunție în spaniolă [reˈal ˈkluβ rekɾeaˈtiβo ðe ˈwelβa]) este un club de fotbal spaniol din Huelva, comunitatea autonomă Andalusia. Fondat pe 23 decembrie 1889, el este cel mai vechi club de fotbal din Spania, și în prezent evoluează în divizia secundă, diputându-și meciurile de acasă pe Estadio Nuevo Colombino, ce are o capacitate de 21.600 de locuri.

## Palmares
- Segunda División: 2005–06
- Copa del Rey: Finalist 2002–03
- Campion în Andalusia: 1903–14

## Antrenori notabili
- Lucas Alcaraz
- Joaquín Caparrós
- Marcelino García Toral
- Víctor Muñoz
- Manuel Zambrano

## Istoricul evoluției
| Sezon   | Divizia | Loc | Copa del Rey |
| ------- | ------- | --- | ------------ |
| 1939/40 | 2ª      | 6   |              |

| Sezon   | Divizia  | Loc | Copa del Rey |
| ------- | -------- | --- | ------------ |
| 1940/41 | 3ª       | 2   |              |
| 1941/42 | Regional | —   |              |
| 1942/43 | Regional | —   |              |
| 1943/44 | 3ª       | 6   |              |
| 1944/45 | 3ª       | 6   |              |

- Ca Recreativo de Huelva

| Sezon   | Divizia | Loc  | Copa del Rey |
| ------- | ------- | ---- | ------------ |
| 1945/46 | 3ª      | 6th  |              |
| 1946/47 | 3ª      | 1st  |              |
| 1947/48 | 3ª      | 2nd  |              |
| 1948/49 | 3ª      | 4th  |              |
| 1949/50 | 3ª      | 4th  |              |
| 1950/51 | 3ª      | 1st  |              |
| 1951/52 | 3ª      | 6th  |              |
| 1952/53 | 3ª      | 8th  |              |
| 1953/54 | 3ª      | 10th |              |
| 1954/55 | 3ª      | 5th  |              |
| 1955/56 | 3ª      | 7th  |              |
| 1956/57 | 3ª      | 1st  |              |
| 1957/58 | 2ª      | 15th |              |
| 1958/59 | 3ª      | 1st  |              |
| 1959/60 | 2ª      | 13th |              |
| 1960/61 | 3ª      | 1st  |              |
| 1961/62 | 2ª      | 5th  |              |
| 1962/63 | 2ª      | 5th  |              |
| 1963/64 | 2ª      | 11th |              |
| 1964/65 | 2ª      | 9th  |              |

| Sezon   | Divizia | Loc  | Copa del Rey |
| ------- | ------- | ---- | ------------ |
| 1965/66 | 2ª      | 11th |              |
| 1966/67 | 2ª      | 11th |              |
| 1967/68 | 2ª      | 13th |              |
| 1968/69 | 3ª      | 1st  |              |
| 1969/70 | 3ª      | 4th  |              |
| 1970/71 | 3ª      | 3rd  |              |
| 1971/72 | 3ª      | 13th |              |
| 1972/73 | 3ª      | 8th  |              |
| 1973/74 | 3ª      | 1st  |              |
| 1974/75 | 2ª      | 14th |              |
| 1975/76 | 2ª      | 10th |              |
| 1976/77 | 2ª      | 9th  |              |
| 1977/78 | 2ª      | 2nd  |              |
| 1978/79 | 1ª      | 18th |              |
| 1979/80 | 2ª      | 12th |              |
| 1980/81 | 2ª      | 16th |              |
| 1981/82 | 2ª      | 14th |              |
| 1982/83 | 2ª      | 10th |              |
| 1983/84 | 2ª      | 12th |              |
| 1984/85 | 2ª      | 10th |              |

| Sezon   | Divizia | Loc  | Copa del Rey |
| ------- | ------- | ---- | ------------ |
| 1985/86 | 2ª      | 9th  |              |
| 1986/87 | 2ª      | 3rd  |              |
| 1987/88 | 2ª      | 15th |              |
| 1988/89 | 2ª      | 5th  |              |
| 1989/90 | 2ª      | 19th |              |
| 1990/91 | 2ªB     | 2nd  |              |
| 1991/92 | 2ªB     | 6th  |              |
| 1992/93 | 2ªB     | 8th  |              |
| 1993/94 | 2ªB     | 3rd  |              |
| 1994/95 | 2ªB     | 14th |              |
| 1995/96 | 2ªB     | 8th  |              |
| 1996/97 | 2ªB     | 4th  |              |
| 1997/98 | 2ªB     | 2nd  |              |
| 1998/99 | 2ª      | 12th |              |
| 1999/00 | 2ª      | 21st |              |
| 2000/01 | 2ª      | 6th  |              |
| 2001/02 | 2ª      | 3rd  |              |
| 2002/03 | 1ª      | 18th | Final        |
| 2003/04 | 2ª      | 6th  | Second round |
| 2004/05 | 2ª      | 5th  | Round of 16  |

| Sezon   | Divizia | Loc  | Copa del Rey |
| ------- | ------- | ---- | ------------ |
| 2005/06 | 2ª      | 1st  | Second round |
| 2006/07 | 1ª      | 8th  | Round of 32  |
| 2007/08 | 1ª      | 16th | Round of 16  |
| 2008/09 | 1ª      | 20th | Round of 32  |
| 2009/10 | 2ª      | 9th  | Round of 16  |
| 2010/11 | 2ª      | 12th | Second round |
| 2011/12 | 2ª      | 17th | Second round |
| 2012/13 | 2ª      | 13th | Second round |
| 2013/14 | 2ª      | -    | -            |

- 5 sezoane în La Liga
- 37 sezoane în Segunda División
- 8 sezoane în Segunda División B
- 23 sezoane în Tercera División
- 2 sezoane în Categorías Regionales